# Neoglyphidodon
Neoglyphidodon ist eine Gattung indopazifischer Riffbarsche (Pomacentridae). Sie leben auf dem Riffdach und den Außenzonen der Korallenriffe und in Lagunen. Verbreitungsschwerpunkt sind die Küstengewässer Indonesiens und der Philippinen.

## Merkmale
Die Fische werden 13 bis 17 Zentimeter lang und sind recht hochrückig. Die Jungfische einiger Arten sind sehr bunt gefärbt, während ausgewachsene Tiere einfarbig braun oder schwarz sind. Entlang des Seitenlinienorgans haben sie 15 – 20 Schuppen. Die Anzahl der Kiemenreusenfortsätze beträgt 21 bis 26.
Flossenformel: Dorsale XIII–XIV/12–16, Anale II/13–15

## Lebensweise
Neoglyphidodon-Arten leben paarweise und verteidigen ihr Territorium mit großer Aggressivität gegenüber Artgenossen und artfremden Fischen. Sie ernähren sich von Plankton, kleinen Krebstieren und Algen.

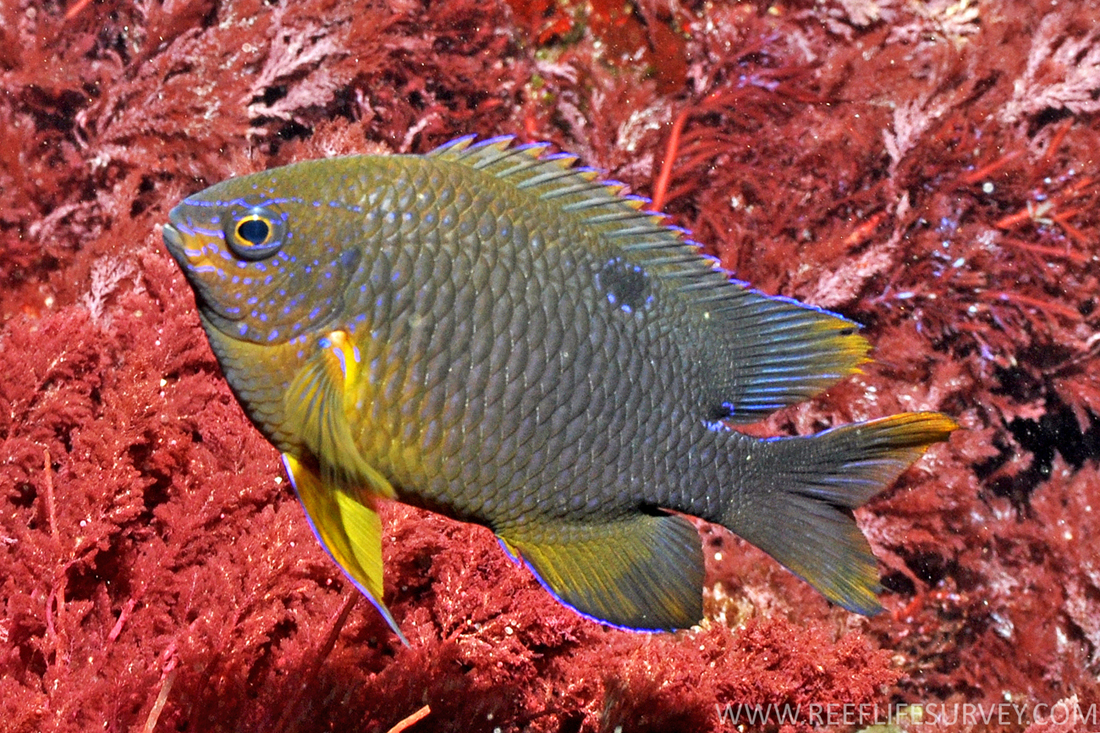
Neoglyphidodon polyacanthus

## Arten
- Augenfleck-Riffbarsch (Neoglyphidodon bonang) (Bleeker, 1852)
- Carlsons Riffbarsch (Neoglyphidodon carlsoni)  (Allen, 1975)
- Cross’ Riffbarsch (Neoglyphidodon crossi)  Allen, 1991
- Schwarzer Riffbarsch (Neoglyphidodon melas)  (Cuvier in Cuvier & Valenciennes, 1830)
- Neoglyphidodon mitratus Allen & Erdmann, 2012
- Gelbflossen-Riffbarsch (Neoglyphidodon nigroris)  (Cuvier in Cuvier & Valenciennes, 1830)
- Smaragd-Riffbarsch (Neoglyphidodon oxyodon)  (Bleeker, 1858)
- Vielstachel-Riffbarsch (Neoglyphidodon polyacanthus)  (Ogilby, 1889)
- Kopfstreifen-Riffbarsch (Neoglyphidodon thoracotaeniatus)  (Fowler & Bean, 1928)